# Salvador Dalí
Salvador Felip Jacint Dalí i Domènech (11. května 1904 Figueres – 23. ledna 1989 tamtéž) byl katalánský malíř, který se proslavil svými surrealistickými díly. Mezi pařížské surrealisty byl přijatý v roce 1929 po natočení filmu Andaluský pes, na kterém spolupracoval s Luisem Buñuelem. Později se s nimi rozešel, protože byl považován za příliš komerčního umělce. Mnohé jeho obrazy jsou založeny na snové imaginaci. Předměty každodennosti na nich dostávají nezvyklé formy, tak jako např. rozteklé hodinky na obraze Persistence paměti. Obrazy vzniklé po druhé světové válce jsou klasičtější a v důsledku Dalího konverze ke katolictví mívají náboženské náměty. Jeho obrazy se vyznačují pečlivým kresebným zpracováním a smyslem pro realistický detail. Používal výrazné barvy. Kromě malby a kresby se Dalí také zabýval grafikou, vytvářel sochy, ilustroval knihy, navrhl parfém, designoval šperky, pro divadelní představení navrhoval kostýmy a scénu. Napsal rovněž libreto k baletu a několik autobiografických a beletristických knih. Názory na vlastní tvorbu formuloval v několika studiích a manifestech.

## Život

### Mládí
Dalí se narodil ve městě Figueres v Katalánsku 11. května 1904, tedy zhruba devět měsíců po smrti svého bratra, který zemřel na gastroenteritidu. Nejspíše právě z toho důvodu byli Salvadorovi rodiče přesvědčeni, že je pouhou reinkarnací svého vlastního bratra, čemuž nakonec sám uvěřil. Na tuto skutečnost odkazuje například v obraze Portrét mrtvého bratra (1963).
Od dětství projevoval vlohy pro malířství. Už jako osmiletému mu rodiče zřídili malý ateliér v podkroví bytu. První školení v kresbě získal Dalí na soukromém gymnáziu maristů (Societas Mariae), které navštěvoval od roku 1916. Zde se také seznámil s impresionismem a pointilismem. V roce 1918 mu místní divadlo uspořádalo výstavu, která vzbudila mezi kritiky zájem. Zajímal se o dějiny malířství a v roce 1919 publikoval v regionálním časopise články o starých mistrech.
Roku 1922 byl přijat na Akademii výtvarného umění v Madridu. Na koleji se stali jeho přáteli Federico García Lorca a Luis Buñuel. V roce 1923 však byl pro kritiku vyučujících ze školy na rok vyloučen. Rok nato se na Akademii vrátil, v říjnu 1926 však z ní byl vyloučený definitivně. Odmítl se podrobit zkouškám, protože považoval examinátory za nekompetentní.
Od února do října 1927 absolvoval vojenskou službu. Ještě před tím strávil ve společnosti své matky a tety týden v Paříži. Navštívil Louvre a přijal ho i Picasso. V té době se Dalí snažil formulovat své estetické názory i písemně. Roku 1927 publikoval esej o svatém Šebestiánovi, o níž si psal s Lorcou a v níž se už objevuje surrealistická tematika. Spolu s literáty Lluísem Montanyà i Angeletem (1903–1985) a Sebastianem Gaschem (1897–1980) vydali roku 1928 Žlutý manifest, v němž se postavili za odkaz avantgardních směrů, jako byly kubismus, futurismus a dadaismus.

### Surrealista
Rok 1929 byl pro Dalího důležitý z uměleckého i osobního hlediska. Byl v té době v zajetí obrazů surrealistických umělců jako byli Hans Arp, Max Ernst, Yves Tanguy a Joan Miró a sám ve stejném duchu maloval. Do onoho roku spadá jeho druhý pařížský pobyt, spojený hlavně s natáčením Andaluského psa, na němž spolupracoval s Luisem Buñuelem. Film znamenal, že byl Dalí přijatý mezi pařížské surrealisty. Poznal tak André Bretona a Tristana Tzaru. V témže roce měl Dalí v Paříži první samostatnou výstavu, a to v Galerii Goemans.

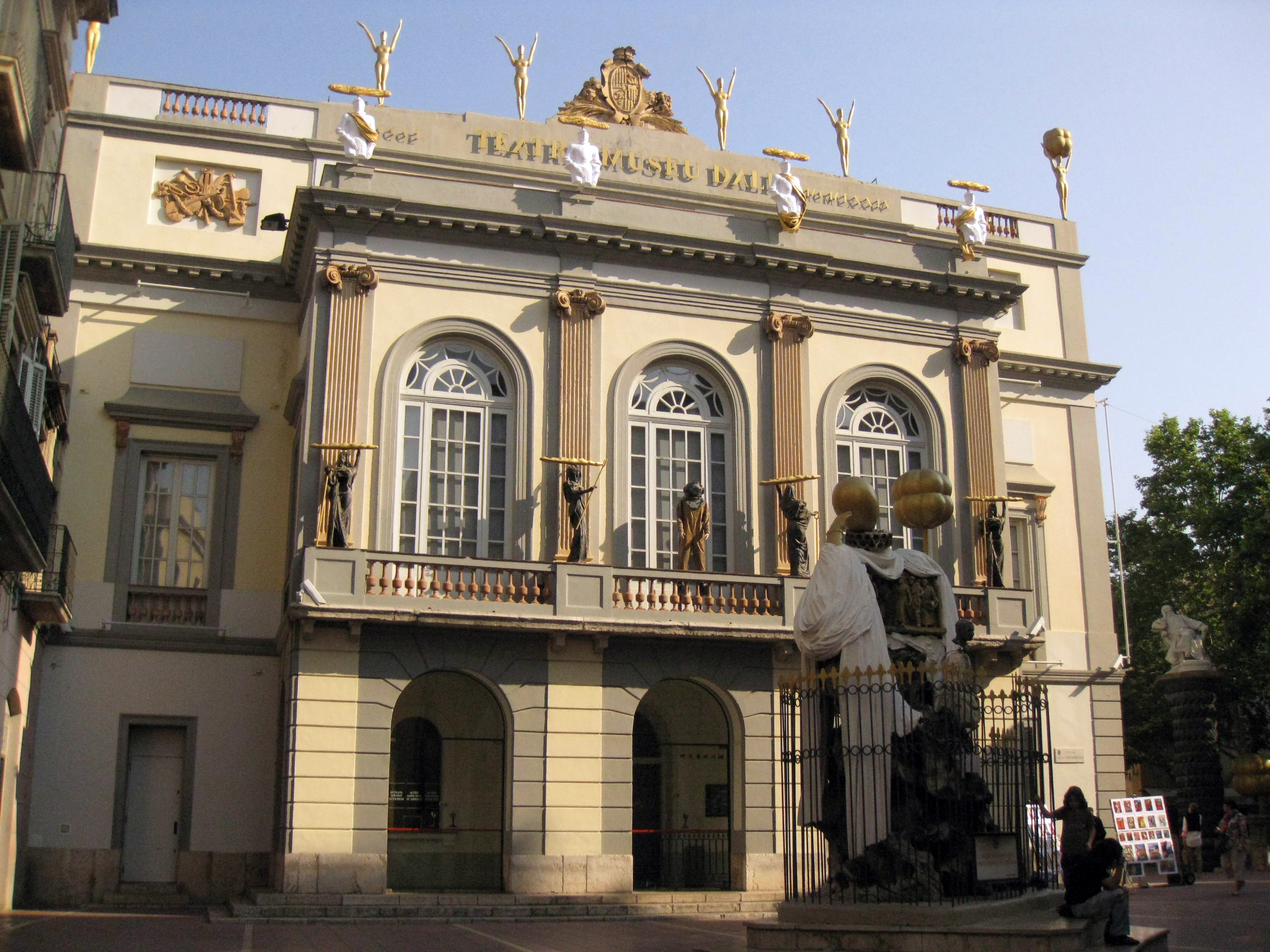
Dalího Teatre Museu ve Figueres

V létě 1929 ho do Cadaqués přijeli navštívit Buñuel, René Magritte s manželkou a Paul Éluard se svou ženou Galou, původem Ruskou (roz. Jelena Ivanovna Diakonova). Dalí a o deset let starší Gala († 1982) spolu navázali poměr; v jeho důsledku se Gala s Eluardem rozvedla a v říjnu 1934 si vzala Dalího. Pro malíře to ovšem znamenalo rozchod s otcem, který jeho nemanželský poměr odmítl akceptovat. Gala se stala Dalího inspirací – často ji portrétoval – a především se starala o ekonomické záležitosti spojené s jeho tvorbou.
V roce 1930 začal rozvíjet svou paranoicko-kritickou metodu, která zahájila novou etapu ve vývoji surrealismu. Publikoval tehdy texty Shnilý osel a Viditelná žena. André Breton ji interpretoval následovně: Neustálé, nezadržitelné proměny, jimiž předmět duchovního zájmu pro paranoika prochází, způsobují, že paranoik pokládá všechny jevy vnějšího světa za nestálé, přecházející rychle od jednoho stavu k druhému [...] Rozhodující je, že paranoik je schopen toto vidění světa zprostředkovat i ostatním. V roce 1930 vznikl ze spolupráce mezi Buñuelem a Dalím jejich druhý film Zlatý věk, který vyvolal u pravicových extremistů vlnu odporu a vandalismu.
Roku 1932 už byl Dalí v určitých sběratelských kruzích mezinárodně uznávaný umělec. Účastnil se první surrealistické výstavy v USA. Vznikla skupina sběratelů s názvem Zodiaque, která se zaměřila na nákup jeho obrazů. I nadále se Dalí věnoval psaní. Na počátku 30. let mu vyšla práce Láska a paměť a článek o jedlé kráse a secesní architektuře. Scénář k filmu Babaouo však nikdy nebyl realizován. Od roku 1932 začal ve svých obrazech tematizovat díla Arnolda Böcklina a Jana Vermeera; namaloval několik perzifláží slavného Miletova obrazu Klekání.
Roku 1933 namaloval a rok nato na Salonu nezávislých vystavil obraz Záhada Viléma Tella. To vedlo k roztržce s pařížskými surrealisty. Tell zde totiž má Leninův obličej. To rozlítilo Bretona natolik, že se obraz ještě na výstavě pokusil zničit a Dalího označil za kontrarevolucionáře.

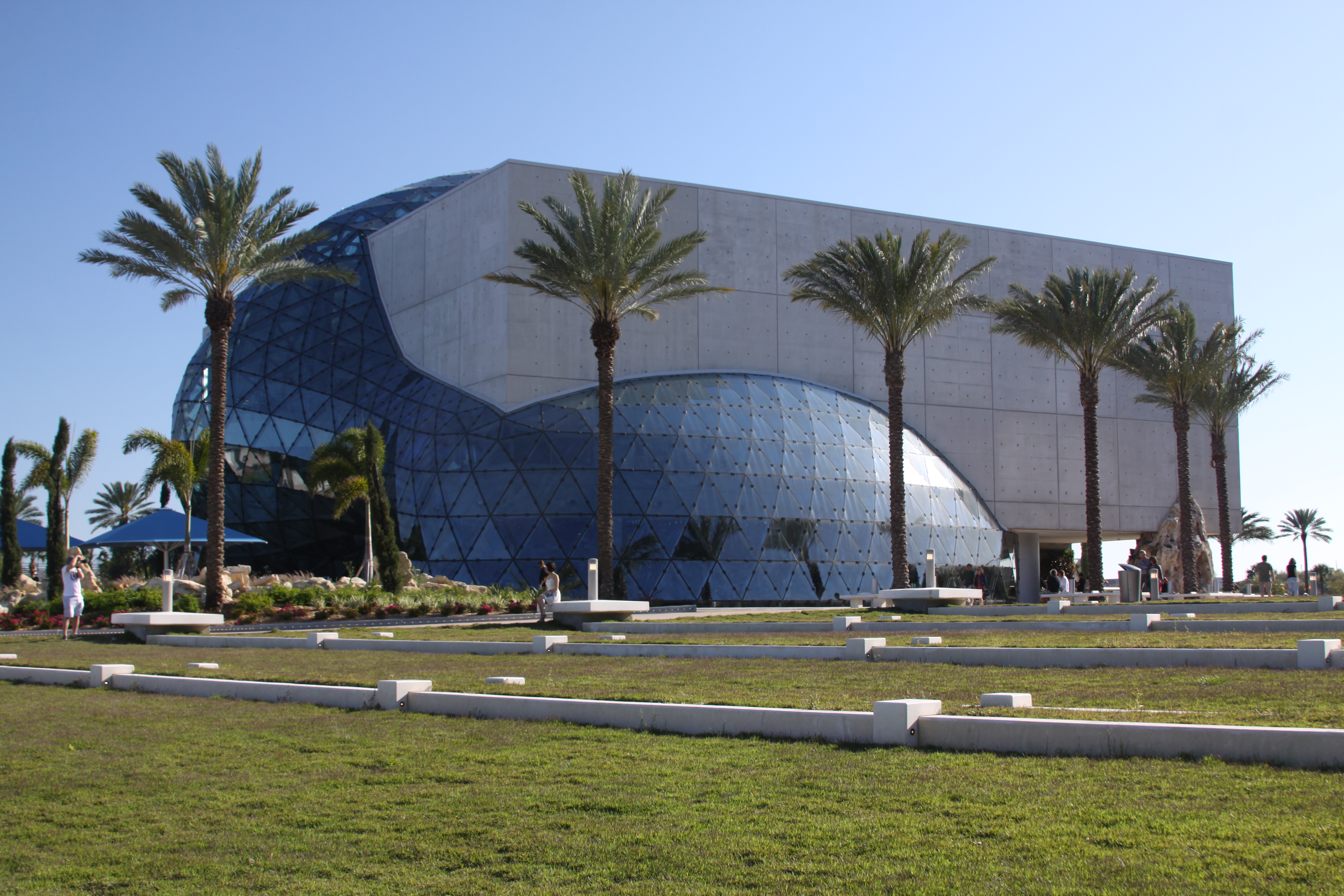
Muzeum Salvatora Dalí v St. Petersburgu na Floridě

V roce 1934 se spolu s Galou zúčastnil otevření své první samostatné výstavy v New Yorku, která se stala velkým úspěchem. Během své přednášky na londýnské mezinárodní surrealistické výstavě v roce 1936 málem přišel o život. V potápěčském obleku s helmou, který měl symbolizovat ponor do nevědomí, se snažil vysvětlit svou paranoicko-kritickou metodu, když se náhle začal dusit. V poslední chvíli ho zachránil básník David Gascoyne.
V roce 1937 namaloval Narcisovu proměnu, kterou doprovodil stejnojmennou básní. Obraz v červenci roku 1938 ukázal během své návštěvy Londýna Sigmundu Freudovi. Ten sice významně surrealisty ovlivnil, ale jejich umělecký program neakceptoval. Dalí pak nakreslil několik Freudových portrétů.
Se surrealisty se Dalí definitivně rozešel v roce 1939. Vadila jim jeho posedlost Hitlerem, kterého považoval za mystickou osobnost ztělesňující absolutní zlo, ale přitom zženštilou, sebedestruktivní a paranoidní. V tomto duchu namaloval několik obrazů. Breton také nesouhlasil s komerční stránkou Dalího tvorby a nazval ho Avida Dollars.

### Za války v USA
New York se během druhé světové války stal pro Dalího a Galu místem exilu, a to až do roku 1948. Během této doby Dalí i nadále maloval a psal. V roce 1942 vyšla jeho autobiografie Tajný život Salvadora Dalího, za další dva roky román Skryté tváře. Autor v něm popisuje intriky a milostné pletky dekadentních aristokratů ve 30. letech. V roce 1941 vystavoval v Muzeu moderního umění společně s krajanem Joanem Miró. I nadále se věnoval filmu. V letech 1946–1946 kreslil skici pro Walta Disneye a pracoval na snových sekvencích do Hitchcockova filmu Rozdvojená duše. Zkáza Hirošimy po zásahu atomovou bombou v srpnu 1945 ho přivedla k další teorii, a to nukleárnímu mysticismu.
Roku 1948 se Dalí společně s Galou vrátili do Evropy. Usadili se ve své vile v rybářské vesnici Port Lligat u Cadaqués. Dalí zde v letních měsících prožil většinu svého zbývajícího života, zimy trávil střídavě v Paříži a New Yorku.

### Život po válce

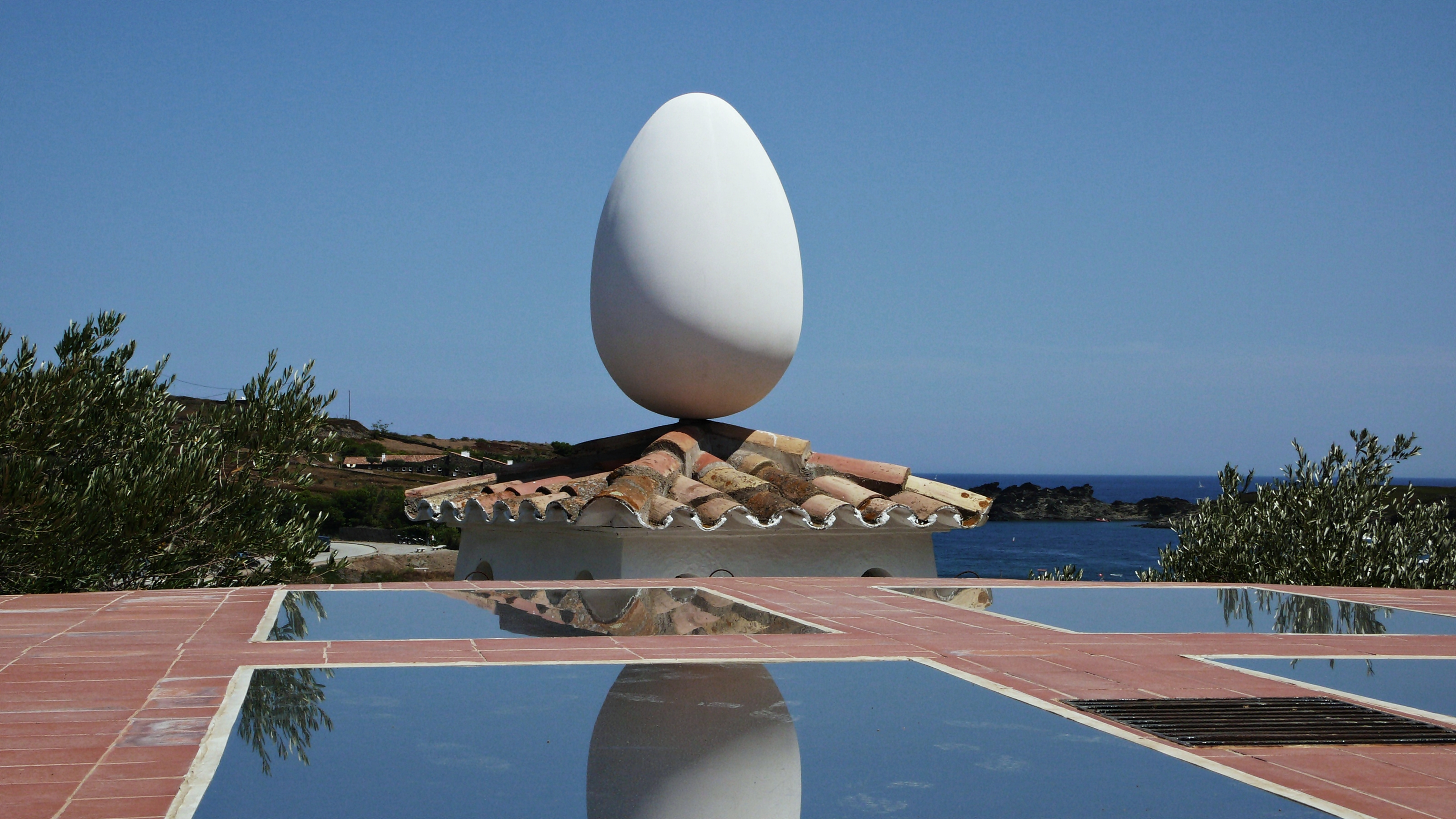
Připomínka Dalího v Cadaques

„Výbuch atomové bomby 6. srpna 1945 způsobil, že mnou pronikl seismický otřes. Skvělá inspirace mi ukazuje, že disponuji nezvyklou zbraní, která mi pomůže proniknout k jádru skutečnosti: mysticismem.“ Takto Dalí vysvětloval svůj příklon k mysticismu a ke katolictví. V listopadu 1949 ho na soukromé audienci přijal papež Pius XII. Dalí mu při té příležitosti věnoval jeden z mnoha obrazů s náboženskou tematikou, které v té době maloval, a to verzi Madony z Port Lligatu. Po teoretické stránce našel jeho obrat k mysticismu odraz v Mystickém manifestu, vyšlém roku 1951. V roce 1953 mu byl k prezentaci jeho názorů poskytnut prostor na Sorbonně.
Také v poválečných letech se Dalí věnoval i jiným uměleckým aktivitám než malířství. Roku 1954 začal spolu s režisérem Descharnesem pracovat na filmu Podivuhodný příběh krajkářky a nosorožce. Byl inspirovaný Dalího zaujetím pro Jana Vermeera a jeho obraz Krajkářka. Film však nebyl nikdy dokončen. V roce 1961 měl v Benátkách premiéru Galin balet v choreografii Maurice Béjarta, k němuž napsal Dalí libreto a připravil ho scénograficky. Roku 1963 vydal v Paříži práci Le Mythe Tragique de l’Angélus de Millet (Tragický mýtus Miletova Klekání), analýzu stejnojmenného obrazu, v němž viděl nikoliv výraz zbožnosti venkovanů, nýbrž jejich potlačenou sexualitu. V roce 1964 pak vydal Deník génia.
Některými svými instalacemi Dalí veřejnost šokoval, například když v květnu 1958 na pařížském happeningu vystavil patnáctimetrový bochník chleba. O rok později rovněž v Paříži představil svůj vynález: ovociped. Od roku 1960 experimentoval s holografií a zabýval se možnostmi třídimenzionálního zobrazování.

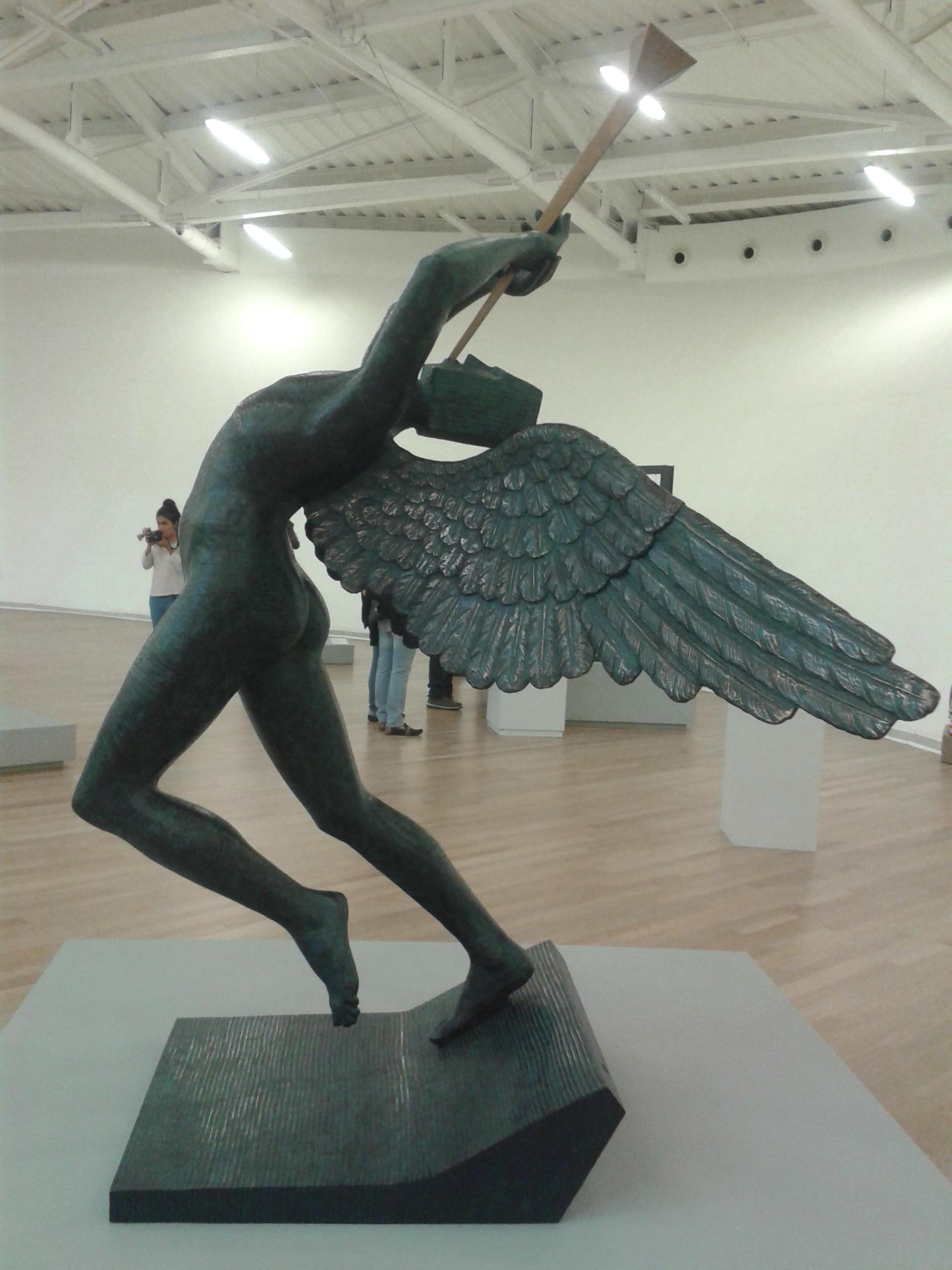
Dalí: Triumfující anděl. Plastika umístěná v Museo Soumaya v Mexiku

V roce 1965 potkal Dalí v jednom francouzském nočním klubu modelku Amandu Learovou, která byla v té době spíše známá jako transvestita pod pseudonymem Peki D'Oslo. Learová se okamžitě stala Dalího chráněnkou a zároveň i múzou. O jejich aféře posléze napsala autorizovanou biografii My Life With Dalí (Můj život s Dalím), která vyšla roku 1984. Dalí, který byl ohromen chlapeckým vzhledem Learové, stál i za její úspěšnou přeměnou z modelky na zpěvačku. Díky jeho radám v oblasti sebeprezentace a tajuplným příběhům o jejím původu, které Dalí sám pomáhal šířit, vzala Learová hudební scénu útokem. Podle ní byli s Dalím spojeni „duchovním svazkem“. Learová, která byla označována za Dalího soukromého „Frankensteina“, převzala místo jeho dřívější múzy Isabelle Collin Dufresne (alias Ultra Violet). Ta Dalího opustila kvůli Andymu Warholovi a jeho studiu Factory. Objevily se též spekulace o Dalího homosexuálním poměru s básníkem Federikem Garcíou Lorkou.
Už za jeho života byla otevřena dvě jeho muzea. V roce 1971 v Clevelandu, které bylo v roce 1982 přemístěno do Saint Petersburgu na Floridě. Druhé pak roku 1974 ve Figueras. Dalího přínos k dějinám světového výtvarného umění byl zhodnocen několika oceněními. V roce 1973 byl jmenován členem Královské akademie umění v Madridu, 1978 za člena Académie des beaux-arts. Roku 1982, kdy zemřela Gala, mu král Juan Carlos I. udělil titul markýz z Púbolu podle zámku v Katalánsku, který roku 1968 koupil Gale a v němž po její smrti do roku 1984 bydlel.
Roku 1982 zemřela jeho žena Gala. Poté se prý několikrát pokusil o sebevraždu. V roce 1983 namaloval Dalí svůj poslední obraz, Ocas vlaštovky. Dílo vzniklo pod vlivem matematické teorie katastrof René Thoma, s níž se seznámil koncem 70. let. Roku 1984 utrpěl Dalí těžké popáleniny při požáru, který byl způsobený zkratem elektřiny v jeho ložnici v Púbolu. Po vyléčení se odstěhoval do věže vedle svého muzea ve Figueres, kterou nazval Torre Galatea. Zde také 23. ledna 1989 zemřel na srdeční selhání. Dle jeho přání bylo následně jeho tělo nabalzamováno a několik dní vystavováno v muzeu. Poté bylo pohřbeno tamtéž v podlaze atria. Dalí odkázal veškeré své dílo a majetek španělskému státu.

## Výstavy do roku 1990 (výběr)
- 1925 Galerie Dalmau, Barcelona, první samostatná výstava vůbec.
- 1929 Galerie Goemans, Paříž, první samostatná výstava v Paříži.
- 1934 Salon nezávislých, Paříž (vystavil Záhadu Viléma Tella);

Julien Levy Gallery, New York.
- 1936 Mezinárodní surrealistická výstava, Londýn.
- 1938 Mezinárodní surrealistická výstava, Paříž.
- 1941 Muzeum moderního umění, New York, společně s Joanem Miró.
- 1952 Řím, Benátky.
- 1956 Národní galerie, Washington.
- 1964 The Contemporary Art Gallery Seibu, Tokio, první retrospektiva.
- 1978 Guggenheimovo muzeum, New York, hyperstereoskopická díla.
- 1979 Centre Georges Pompidou, Paříž a Tate Britain, Londýn, putovní retrospektiva.
- 1984 Palazzo dei Diamanti, Ferrara, retrospektiva.
- 1985 Londra Palace, Benátky, litografie, rytiny, plastiky.
- 1989 Stuttgart a Curych, retrospektivy.
- 1990 Muzeum výtvarných umění, Montreal, přes sto prací.

## Dílo

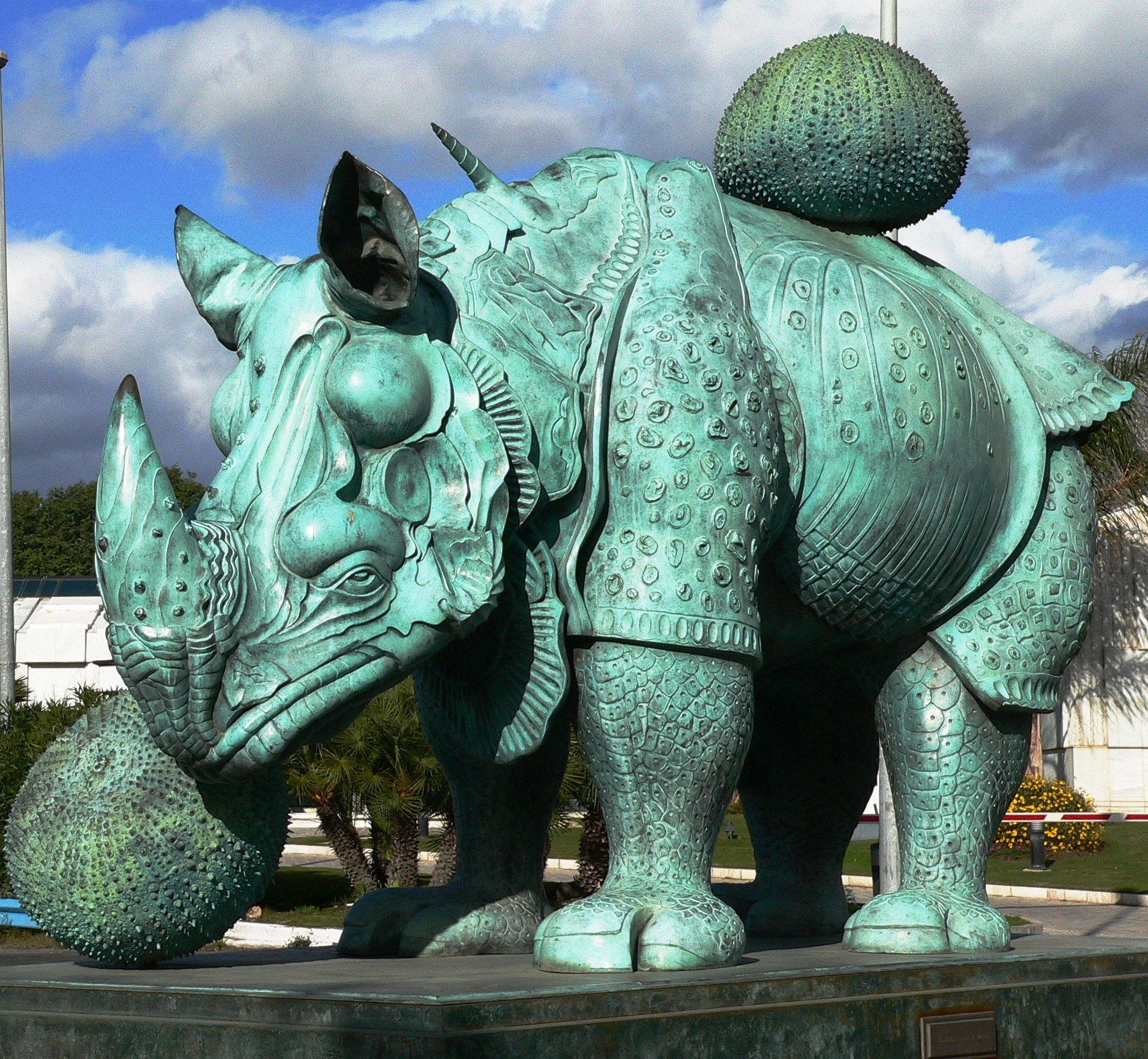
Dalí: Nosorožec (1956). Marbella, Španělsko

Dalí byl umělcem velkého talentu a fantazie. Jako rodák z Katalánska trval na tom, že má arabské kořeny. Tvrdil, že jeho předkové byli potomky Maurů, kteří na Pyrenejský poloostrov přišli roku 711. Právě v tom Dalí spatřoval příčinu své lásky ke všemu, co je zlaté a přehnané, svoji vášeň pro luxus a svou lásku pro orientální oblečení. Dalího výstřední a teatrální chování ale občas zastínilo jeho práci. Rád dělal neobvyklé věci jen proto, aby upoutal pozornost, což občas unavovalo jak jeho obdivovatele, tak i jeho kritiky. Na druhou stranu však vedla tato cílená pozornost k uznání jeho tvorby širokou veřejností a ke zvýšení prodeje jeho děl.
Dalího díla jsou proslulá překvapující kombinací bizarních snových obrazů s prvotřídním kreslířským a malířským projevem, pro nějž Dalí nacházel inspiraci v pracích starých renesančních mistrů. Jedno ze svých nejznámějších děl, Persistenci paměti, dokončil roku 1931. Celkem Dalí za svou kariéru namaloval více než 1500 obrazů.
Umělecký repertoár Salvadora Dalího zahrnoval i film a fotografii. S Waltem Disneym spolupracoval na krátkém animovaném filmu Destino, který byl po svém uvedení v roce 2003, dávno po Dalího smrti, nominován na cenu Americké filmové akademie. Také se spolu s Luisem Buñuelem podílel na scénáři surrealistického filmu Andaluský pes. Více než 30 let spolupracoval na různých projektech s fotografem Philippem Halsmanem, který mu pomáhal realizovat některé jeho myšlenky fotograficky.
Mezi jeho úspěchy na poli architektury a plastiky patří muzeum ve vesnici Port Lligat u Cadaqués společně se surrealistickým pavilonem Dream of Venus (Venušin sen) na světové výstavě 1939, který v sobě ukrýval množství neobvyklých plastik a soch.

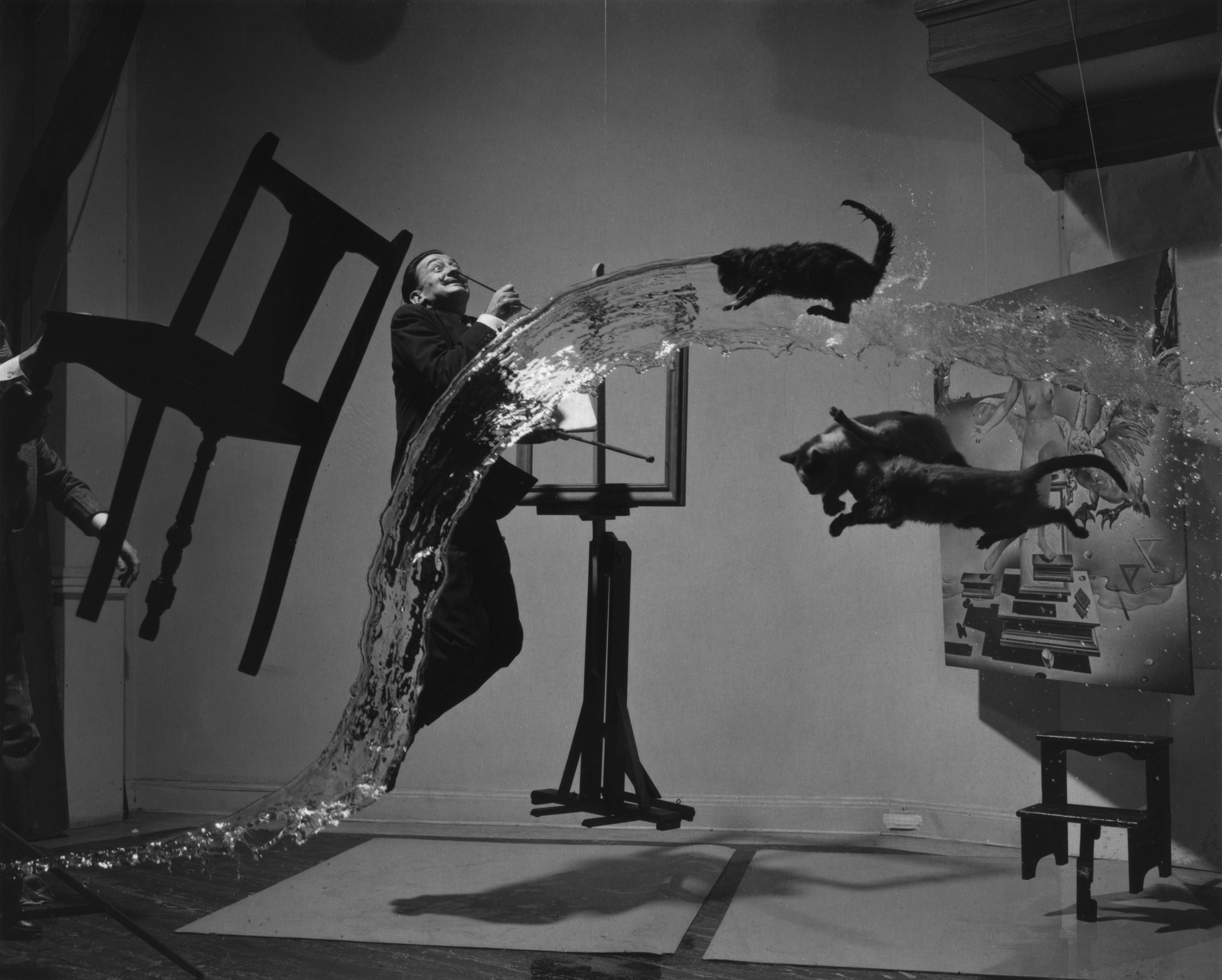
Philippe Halsman: Dali Atomicus (1948)

Jedním z nejméně ortodoxních uměleckých počinů, za nimiž Dalí stál, by mohla být lidská osobnost jako taková. Svůj vzhled pečlivě plánoval, jeho obchodní značkou se stal napomádovaný knírek, posléze nahoru zatočený. Typické byly pro něj rovněž krátké kalhoty.

## Sbírky

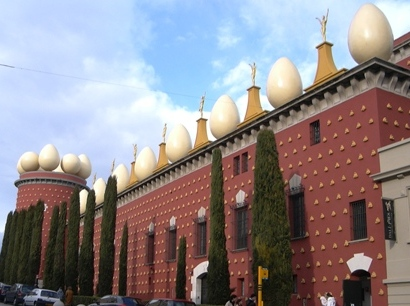
Muzeum Salvadora Dalího ve Figueres

Největší kolekci Dalího prací lze nalézt ve Španělsku – v Divadelním muzeu Salvadora Dalího v katalánském Figueres. Druhá největší kolekce, která obsahuje sbírky manželů Reynoldse and Eleanor Morseových, je pak v Salvador Dalí Muzeum ve floridském St. Petersburgu. Celkově se zde nachází více než 1500 děl tohoto slavného umělce. Další významné kolekce jsou umístěny také v galerii Muzea královny Sofie v Madridu a v Galerii Salvadora Dalího v kalifornském Pacific Palisades. Rozsáhlou sbírku jeho kreseb a soch vlastní pařížské muzeum Espace Dalí na Montmartru. V letech 2000–2010 bylo přes 500 Dalího děl vystaveno v Londýně v rámci akce Dalí Universe.

## Lauryssensovo svědectví
Stan Lauryssens (* 1946), belgický spisovatel a novinář, bydlel ve vesnici Cadaqués, a tak byl po několik let Dalího sousedem. Jejich setkání mu velmi ovlivnilo život. Lauryssens své zkušenosti literárně zpracoval v románu Salvador Dalí – skutečný příběh. Práva na vydání této knihy se prodala do více než 30 zemí světa. Podle tohoto románu má být natočen i film s názvem Dali & I: The Surreal Story. Film ještě nebyl (v roce 2015) uveden do kin.

## Dalí a české země
Za první republiky bylo v Čechách Dalího dílo mezi umělci, kteří surrealismus sledovali, známé. V časopisu Revue Devětsilu, vydávaného od roku 1927, vycházely reprodukce jeho obrazů. V roce 1932 uspořádal Spolek výtvarných umělců Mánes výstavu s názvem Poesie 1932. Šlo o konfrontaci českého surrealistického umění se zahraničním, na níž byl kromě mnoha jiných zastoupen i Dalí. Akce tak předběhla analogické podniky uspořádané v letech 1936 a 1938 v Londýně a Paříži. Někteří čeští umělci tvořili v té době pod přímým Dalího vlivem. Týká se to malířů Bohdana Laciny, Václava Zykmunda a fotografa Miroslava Háka, zaujatých Dalího paranoicko-kritickou metodou.
V letech po únoru 1948 nebylo možné výtvarné umění nebo literaturu spojenou se surrealismem veřejně publikovat. Ilegální skupina kolem Vratislava Effenbergera proto vydávala samizdaty s názvem Objekt. Druhý z nich z října 1953 představoval antologii surrealistické poezie, ve které byl Dalí rovněž zastoupen. Členové okruhu kolem Effenbergera, manželé Mikuláš Medek a Emila Medková, po roce 1949 navazovali na magický realismus Dalího i René Magritta. Na tytéž umělce odkazuje i část fotografické tvorby Evy Fukové z 2. poloviny 50. let. Dalího výrazný vliv lze vysledovat rovněž na obrazech Evy Švankmajerové.
V roce 1967 proběhla výstava Dalího obrazů v pražské Galerii D (dnes Portheimka Galerie D). Během své návštěvy Paříže v roce 1969 vytvořil sérii portrétů tehdy již slavného Katalánce fotograf Václav Chochola. V Pasáži Jiřího Grossmanna v Praze je umístěna plastika Dalího od sochaře Jana Bernata. V pražské Gallery of Art Prague je stálá expozice, kde jsou vystaveny Dalího obrazy.
V prosinci 2019 bylo otevřeno Muzeum Salvadora Dalího v Praze se stálou výstavou Enigma. Muzeum v Opletalově ulici představuje 15 soch ze sbírky italského mecenáše umění Beniamino Leviho, který byl zároveň blízkým přítelem Salvadora Dalího.